# Passerida
Passerida je, prema Sibli-Alkvistovoj taksonomiji, jedan od dva parvordera sadržana u podredu Passeri (standardna taksonomska praksa bi ih postavila u rang infrareda). Dok novija istraživanja sugerišu da njen sestrinski parvorder, Corvida, nije monofiletska grupa, Passerida kao posebna klada je široko prihvaćena.

## Sistematika i filogenija
Passerida se sasvim sigurno sastoji od 3 glavne subklade koje su ocrtali Sibli & Ahlkvist (1990). Međutim, njihov sadržaj je znatno revidiran. Pored toga, pokazalo se da se sve loze pasederidana ne uklapaju uredno u ovaj aranžman. Cačići su toliko različiti da bi zapravo mogli da formiraju poseban infrared, jer su samo nešto manje bazalni od Corvoidea ili Picathartidae. Videti Jonsson & Fjeldsa (2006) za detalje o filogeniji.

### Superfamilija Sylvioidea
Uglavnom mali insektojedi, rasprostranjeni u indo-pacifičkom regionu. Malo se javlja u Americi, najveća raznolikost porodica verovatno u suptropskoj istočnoj Aziji i tropskoj Africi. Odnosi ovih poslednjih još uvek nisu dobro rešeni, prema podacima iz 2019.

## Literatura
- Jønsson, Knud A.; Fjeldså, Jon (2006). „A phylogenetic supertree of oscine passerine birds (Aves: Passeri)”. Zool. Scripta. 35 (2): 149—186. S2CID 85317440. doi:10.1111/j.1463-6409.2006.00221.x.
- Harshman, John (2008). Passerida. Version 23 June 2008 (under construction). in The Tree of Life Web Project. Retrieved 24 January 2011.
- Sibley, Charles Gald & Ahlquist, Jon Edward (1990): Phylogeny and classification of birds. Yale University Press, New Haven, Conn.